# Toyboy – Selyemfiú a pácban
A Toyboy – Selyemfiú a pácban (eredeti cím: Spread) 2009-ben bemutatott amerikai filmvígjáték David Mackenzie rendezésében. A főszerepben Ashton Kutcher, Anne Heche és Sebastian Stan látható.
Világpremierje a Sundance Filmfesztiválon volt 2009. január 17-én. Az észak-amerikai mozikban 2009. augusztus 14-én mutatták be. Magyarországon DVD-n jelent meg szinkronizálva.

## Cselekmény
Nikki vonzó nőcsábász, Los Angelesben élve sodródik kapcsolatról kapcsolatra, stabil állás és saját lakás nélkül. Jómódú nők elcsábításával próbálja biztosítani saját anyagi jólétét. Egy divatos partin találkozik a gazdag ügyvédnő Samanthával, akinek fokozatosan elnyeri a bizalmát, és cserébe a nő fényűző villájában lakhat. Samantha egyre jobban megkedveli Nikkit, de Nikki több nővel is megcsalja. Bár lebukik, az ügyvédnő nem tud ellenállni a férfi vonzerejének, és hagyja őt a házában lakni. A következő napokban Nikki megismerkedik egy Heather nevű pincérnővel. A férfi vonzónak találja, és kihívásnak tekinti, mivel a csábítási módszerei eleinte nem válnak be nála. Nikki eljátsza előtte, hogy gazdag és és Samantha lakása is az övé.
Nikki és Heather közelebb kerülnek egymáshoz, de kiderül, hogy a lány többször is hazudott Nikkinek, mivel már eljegyezték. Nikkihez hasonlóan úgy tűnik, Heather is az ellenkező nem kárára éli életét: gazdag férfiakat ver át különféle trükkökkel, kiélvezve az általuk biztosított kényelmes életmódot. Nikki azonban nem tud megbízni benne a hazugságai miatt, és kidobja a házból. Végül Samantha is meg akar szabadulni a férfitól, aki saját elhatározásából távozik és ideiglenesen hajléktalanná válik. 
Amikor újabb kísérletet tesz egy idősebb gazdag hölgy elcsábítására, Nikki ismét találkozik Heatherrel. Bocsánatot kér tőle a Samanthánál történt incidens miatt, és újrakezdik kapcsolatukat, eleinte boldogságban. Amikor Heather felbontja eljegyzését, lehangoltnak tűnik és megpróbálja elmagyarázni Nikkinek, hogy ő volt az a férfi, aki mindkettőjük életét finanszírozta. Ezután úgy dönt, ismét elutazik volt vőlegényéhez. Nikki találkozik az egyik – láthatóan részeg – exével a szupermarketben és hazaviszi a kocsijával. Ugyanebben a pillanatban Heather telefonál, meghallva a másik nőt. Csalódottan azt hiszi, Nikki anyagi érdekből lefekszik a lánnyal. Nikki kétségbeesik, felkeresi Heather lakótársát, aki azt tanácsolja neki, harcoljon Heatherért. 
Elhatározza, hogy követi a nőt New Yorkba, ami végül barátja, Harry anyagi segítségével sikerül is neki. Váratlanul betoppan a lány lakásába és megkéri a kezét. A lány ekkor bevallja neki, hogy már férjnél van. Amikor váratlanul megjelenik a férje, úgy tesz, mintha Nikki csak egy futár lenne. Nikki letörten tér vissza Los Angelesbe, ahol futárként vállal munkát. Egyebek mellett Samanthának is szállít, akinek most új szeretője van. A befejezésben Nikki egy afrikai bikabékát etet meg egy egérrel új otthonában, Harry lakásában.

## Szereplők
| Szerep         | Színész           | Magyar hang   |
| -------------- | ----------------- | ------------- |
| Nikki          | Ashton Kutcher    | Hevér Gábor   |
| Samantha "Sam" | Anne Heche        | Orosz Helga   |
| Heather        | Margarita Levieva | Roatis Andrea |
| Harry          | Sebastian Stan    | Csőre Gábor   |
| Eva            | Ashley Johnson    |               |
| Emily          | Rachel Blanchard  |               |
| Christina      | Sonia Rockwell    |               |
| Sean           | Eric Balfour      |               |
| Will           | Hart Bochner      |               |

## A film készítése
A filmet David Mackenzie rendezte, a producerek pedig Jason Goldberg, Ashton Kutcher, Peter Morgan és Karyn Spencer voltak.